# Ја волим Србију
Ја волим Србију је колажна емисија, комбинација квиза и музичко-забавне емисије. Кроз разноврсне игре, песме и забаву, у свакој емисији такмиче се два тима у којима су по три познате личности из Србије. Сваки тим удружује снаге са својом публиком, у борби за победу.

## Епизоде
| Сезона | Сезона | Број епизода | Телевизија | Премијерно емитовање | Премијерно емитовање |
| Сезона | Сезона | Број епизода | Телевизија | Почетак емитовања    | Завршетак емитовања  |
| ------ | ------ | ------------ | ---------- | -------------------- | -------------------- |
|        | 1      | 40           | Прва       | 23. октобар 2010.    | 26. јул 2011.        |
|        | 2      | 30           | РТС 1      | 23. октобар 2016.    | 4. јун 2017.         |
|        | 3      | 20           | Прва       | 18. фебруар 2018.    | 17. јул 2018.        |
|        | 4      | 36           | РТС 1      | 29. септембар 2019.  | 14. јун 2020.        |
|        | 5      | 32           | РТС 1      | 20. септембар 2020.  | 13. јун 2021.        |
|        | 6      | 32           | РТС 1      | 26. септембар 2021.  | 29. мај 2022.        |
|        | 7      | 33           | РТС 1      | 4. септембар 2022.   | 11. јун 2023.        |
|        | 8      | 30           | РТС 1      | 17. септембар 2023.  | 9. јун 2024.         |
|        | 9      | 38           | РТС 1      | 1. септембар 2024.   | 15. јун 2025.        |

## Игре
- Филм и телевизија — Такмичарима се пуштају инсерти из филмова, серија и телевизијских снимака. Касније водитељ поставља питање из тог инсерта такмичарима из противничких тимова. Онај такмичар који се буде први јавио има шансу да каже одговор и ако је тачан осваја два бода за свој тим.
- Погоди песму — Прве четири музичке рунде бенд који се налази у студију свира песму а такмичари морају погодити о којој је песми реч. Такмичар који се први јавио мора да каже име песме и име извођача. Ако погоди осваја два бода за свој тим.
- Основна школа — Водитељ поставља питања свим такмичарима. Сваки тим мора да погоди реч која има 11 слова. Такмичарима се нуди почетно слово те речи. Ако погоди, такмичар осваја бод за свој тим. И када одговоре на питања такмичари имају шансу да погоде реч и ако погоде освајају још три бода за свој тим.
- Познати сународници — Сваки тим има на располагању 2 минута да погоде познате личности. Капитени такмичарима из својих тимова описују, говоре нешто о тој личности а такмичари требају да их погоде. Колико личности погоде за свој тим освајају толико бодова.
- Ризница — Асистенткиња долази до водитеља са ћупом у којој се налазе загонетке, питалице, брзалице, народне умотворине, изреке итд. које капитени извлаче за своје тимове. Ако такмичар погоди осваја 2 бода за свој тим.
- Рођенданска журка — На почетку журке сви заједно бирају слављеника коме певају рођенданску песмицу и добија поклон који може да експлодира. Траје 4 минута. Код кога експлодира поклон његов тим губи све поене које је освојио у овој игри.
- Читајућа музичка рунда — Водитељ чита текст песме, а такмичар који се први јави мора да каже име песме и извођача. Ако погоде осваја 3 поена за свој тим.
- Кутак за спортски тренутак — Такмичарима се пуштају инсерти из области спорта. Касније водитељ поставља питање из тог инсерта такмичарима из противничких тимова. Онај такмичар који се први јави има шансу да каже одговор и ако је тачан осваја два поена за свој тим.
- Слушајућа музичка рунда — У студио долази странац који слабо зна српски језик. Прилази водитељу, ставља слушалице на уши и уз помоћ звука такмичари морају да погоде о којој је песми реч. Онај такмичар који се први јави има шансу да каже одговор и ако је одговор тачан осваја 4 поена за свој тим.
- Точак среће  — Водитељ једном тиму поставља питање које се односи на просечне навике становништва у Србији. Тим коме је постављено питање мора да каже неки број или проценат да би други тим на основу одговора могао да одреди да ли је мање или је више. Онај тим који буде ближи тачном одговору добиће прилику да заврти точак. На ком броју точак стане, тим који је вртео осваја толико бодова. Пре него што водитељ прочита последње питање, зове асистенткињу да унесе поља да тим који буде вртео може добити 100 поена или може да изгуби све поене.

Који тим буде победио навијачи из тог тима добијају награде.

### Измене у петој сезони
У овој сезони, такмичари ће се надметати и кроз две нове игре: "Занимљива географија" и "Испеци па реци" (уместо "Ризнице" и "Основне школе"). У првој игри, на немој карти Србије такмичари погађају место на ком се налази задати појам а у "Испеци па реци" брзом реакцијом и знањем један тим елиминише други.

### Измене у шестој сезони
Од ове сезоне, музичка рунда у којој тимови могу да освоје три поена носи назив На трагу, јер водитељ чита само кључне речи песме, а не део текста. Гост Музичке рунде у којој тимови могу да освоје четири поена је у неким епизодама пантомимичар Марко Стојановић, и тада уз његову помоћ тимови погађају име извођача и назив песме.

### Измене у осмој сезони
У овој сезони враћена је игра "Основна школа" уместо игре "Испеци па реци".